# Второе еврейское кладбище (Одесса)
Второе еврейское кладбище (так известно как Новое еврейское кладбище) — ныне утраченное кладбище, которое находилось по левую сторону от Люсдорфской дороги, которая вела к одесскому предместью Люстдорф. Некрополь был открыт в 1873 году.

## История
Некрополь был огражден стеной, в которой по проекту архитектора А. Б. Минкуса были сделаны две пары ворот, а сама стена была подобием Стены Плача в Иерусалиме. На территории кладбища по проекту архитектора Ф. А. Троупянского был выстроен ритуальный зал (синагога) с куполом.
Исаак Бабель описал данный погост в «Конец Богадельни»: 

Старый портняжеский подмастерье показал своему начальнику столетнюю историю Одессы, покоящуюся под гранитными плитами. Он показал ему памятники и склепы экспортёров пшеницы, корабельных маклеров и негоциантов, построивших русский Марсель на месте посёлка Хаджибей. Они лежали тут — лицом к воротам — Ашкенази, Гессены и Эфрусси, — лощёные скупцы, философические гуляки, создатели богатств и одесских анекдотов. Они лежали под памятниками из лабрадора и розового мрамора, отгороженные цепями каштанов и акаций от плебса, жавшегося к стенам…
Среди похороненных на кладбище: Менделе Мойхер-Сфорим и Лазарь Кармен, поэт С. Фруг, профессор Яков Бардах, Адольф Минкус, Маня Ицкович Бабель (отец Исаака Бабеля). Здесь также предали земле тела около 300 евреев — жертв погрома 1905 года, а впоследствии по проекту Фёдора Троупянского возвели мемориал.
В 1949-м году советская власть закрыла кладбище для новых захоронений. В 1973-м году началась ликвидация кладбища. Об этом было сообщено в газете «Вечерняя Одесса». На Второе христианское (уже Интернациональное тогда) были перезахоронены писатели М. Мойхер-Сфорим и Л. О. Кармен, поэт С. Г. Фруг, доктор Я. Ю. Бардах, типограф и книгоиздатель Н. А. Гальперин, братья Кангун, Б. М. Нейман и другие. Прах директора еврейской гимназии М. М. Иглицкого и его сына
И. М. Иглицкого, доктора М. А. Юзефовича и других, перенесли на Третье еврейское. Туда же, в самый угол, задвинули мемориал жертвам погрома, нарушив при этом его целостность. На месте похороненных, включая жертв погромов, организовали парк отдыха «Артиллерийский парк».
Когда снесли некрополь заодно уничтожили и стену с воротами. Однако здесь произошла «осечка». Оказалось, что у левых ворот была расстреляна француженка Жанна Лябурб и власти Одессы быстренько ворота восстановили, но заложили. Они теперь стали памятником расстрелянной по воле случая именно здесь пропагандистке.
В 2007 году решением Одесского городского совета части зелёной зоны (бывшее Второе еврейское кладбище), расположенной в г. Одессе на углу Люстдорфской дороги и ул. Артиллерийской, предоставлен статус Мемориального парка. Инициатором создания парка выступила Одесская региональная ассоциация евреев — бывших узников гетто и концлагерей.
На протяжении десятилетий еврейская община Одессы пыталась получить от властей Одессы разрешения на строительство мемориала. В 2011 году разрешение было получено.

## Судебные разбирательства
1 июля 2025 года, по заявлению Первичной организации военных и гражданских пилотов БПЛА Всеукраинского профсоюза защитников Украины, спортсменов и работников сфер, Одесский окружной административный суд определил остановить действие решения Одесского городского совета от 29.11.2023 № 1674-VIII «О предоставлении разрешения Обществу с ограниченной ответственностью «Экател Авто» на разработку проекта землеустройства по отводу земельного участка, ориентировочной площадью 1,1000 га, по адресу: г. Одесса, ул. Краснова, 4-Б, вид целевого назначения — для строительства и обслуживания паркингов и автостоянок на землях жилой и общественной застройки» и запретить Одесскому городскому совету совершать какие-либо действия по рассмотрению и утверждению проекта решения «Об утверждении проекта землеустройства по отводу земельного участка, площадью 1,0148 га, по адресу: г. Одесса, ул. Краснова, 4-Б, и предоставлении его в аренду Обществу с ограниченной ответственностью «Экател Авто». Определение вступило в силу с момента его подписания судьёй и подлежит немедленному исполнению. Определение может быть обжаловано.
С учётом этого, постоянная комиссия Одесского городского совета VIII созыва по вопросам пространственного развития, землеустройства и регулирования земельных правоотношений на заседании 2 июля 2025 года приняла решение о снятии с рассмотрения городского совета этого проекта решения.
9 июля 2025 года, по ходатайству прокурора Хаджибейский районный суд города Одессы наложил арест на земельный участок с кадастровым номером 5110137300:51:010:0005, площадью 0,10148 га, по адресу: улица Краснова, 4-Б. 18 июля 2025 года Одесский апелляционный суд вернул адвокату ООО «Экател Авто» апелляционную жалобу на данное постановление.